# ジェームズ・エドワード・キーラー

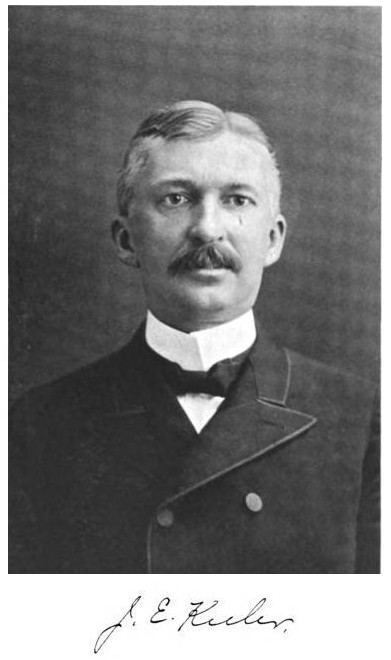
ジェームズ・エドワード・キーラー

ジェームズ・エドワード・キーラー（James Edward Keeler、1857年9月10日 - 1900年8月12日）は、アメリカ合衆国の天文学者である。土星の環が彗星状の物質からなっていることを確かめた。
イリノイ州に生まれた。1886年からリック天文台で働き、1891年からアレゲニー天文台の所長を務めた。1898年にリック天文台の所長となったが、程なく没した。土星の環のスペクトルを観測し、同一速度で回転する一体の天体でなく微小な粒子の集まりであることを確認した。
1880年にはサミュエル・ラングレーが指揮する太陽光の地球大気による吸収を調査するための観測隊として標高4418mのホイットニー山で観測した。針峰の一つにキーラーニードルの名前がつけられている。キーラーは2つの小惑星を発見している。このうち、(20958) A900MAは発見後に失われ、1999年になってようやく再発見されて軌道が確定した。
ジョージ・ヘールとともにアストロフィジカルジャーナルを創刊した。

## 賞
- ヘンリー・ドレイパー・メダル (1899年)

## 命名
- 小惑星：(2261) キーラー[1]
- 土星の環のすきま：キーラーの空隙
- 火星のクレーター
- 月のクレータ－：キーラー (月のクレーター)